# Генріх IV, частина 1
«Генріх IV», частина 1 — історична хроніка англійського письменника Вільяма Шекспіра. П'єса базується на реальних фактах. Першу частину було опубліковано 1598 року.

## Історія створення. Місце й час дії

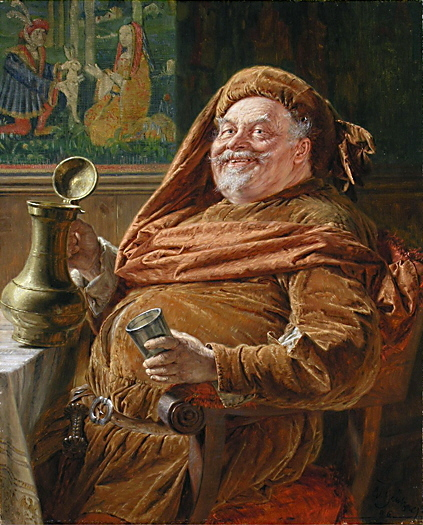
Сер Джон Фальстаф, з кухлем вина

Перша частина «Генріха IV» є прямим продовженням «Річарда II». Виходячи з цього, а також враховуючи той факт, що перша частина «Генріха IV» з'явилась у друку безпосередньо за «Річардом II», дослідники припускають, що I й II частини п'єси виникли одразу ж після написання «Річарда II». Це вже зріліші часописи Шекспіра, в яких він звільнився від впливу своїх попередників (передусім Марло) й вивів історичну драму на новий рівень.
Дія відбувається в Англії початку XV століття й охоплює невеликий проміжок часу від битви під Гольмондом (14 вересня 1402 року) до битви під Шрусбері (21 липня 1403 року). Головна сюжетна лінія п'єси — боротьба короля з повсталими баронами. Події та характеристика самого Генріха IV збігаються з фактами, які повідомляє Рафаель Холіншед у його «Часопису». Відповідає їм і портрет гультяя принца Уельського.
Шекспір залишив осторонь стосунки Генріха IV й парламенту й церкви, його боротьбу з лоллардами. Автор п'єси зосередив свою увагу на протистоянні короля і його колишніх союзників, які підтримали його свого часу під час скидання Річарда II.
На думку Ф. О. Брауна, «Генріх IV» — драма нового типу, «драматичний епос», оскільки власне драматичної дії у ній обмаль, та й від неї автор відволікає низкою дійових осіб, що майже не пов'язані з головною сюжетною лінією. Героєм часопису виявляється не король, а безпринципний п'яничка сер Джон Фальстаф. Рештка феодального строю, що відходив, фігура, що знаменувала моральний та матеріальний занепад англійської аристократії, розрізненої міжусобною війною. Фальстаф наділений своєрідною життєвою «філософією», яка робить привабливим цього гультяя. Він готовий посміятись над усім, але, передусім, над собою, він тверезо дивиться на життя, він проникливий. Слава й почесті для нього ніщо, а гроші він любить лише тому, що вони є засобом здобуття примітивних радощів життя. П'єса була такою популярною саме завдяки цьому персонажу.
У першій частині «Генріха IV» Шекспір розвиває тему (намічену вже у «Річарді II») свого найулюбленішого (за визначенням І. І. Іванова) героя — принца Уельського, майбутнього короля Генріха V. Принц Гел — натура цільна, людина, що не знає сумнівів, втілення здорового глузду. Залишивши двір, де немає для нього справжньої справи, він розважається в компанії шахраїв, яким прекрасно знає ціну, не стільки через жагу задоволень, скільки через «надлишок крові та енергії». Він не вірить, що прийде його час, і тоді він спокутує свої минулі гріхи добрими вчинками.

## Дійові особи
- Король Генріх IV.
- Генріх, принц Уельський, син короля.
- Джон, принц Ланкарстерський, син короля.
- Граф Вестморленд.
- Сер Волтер Блент.

- Томас Персі, граф Вустер.

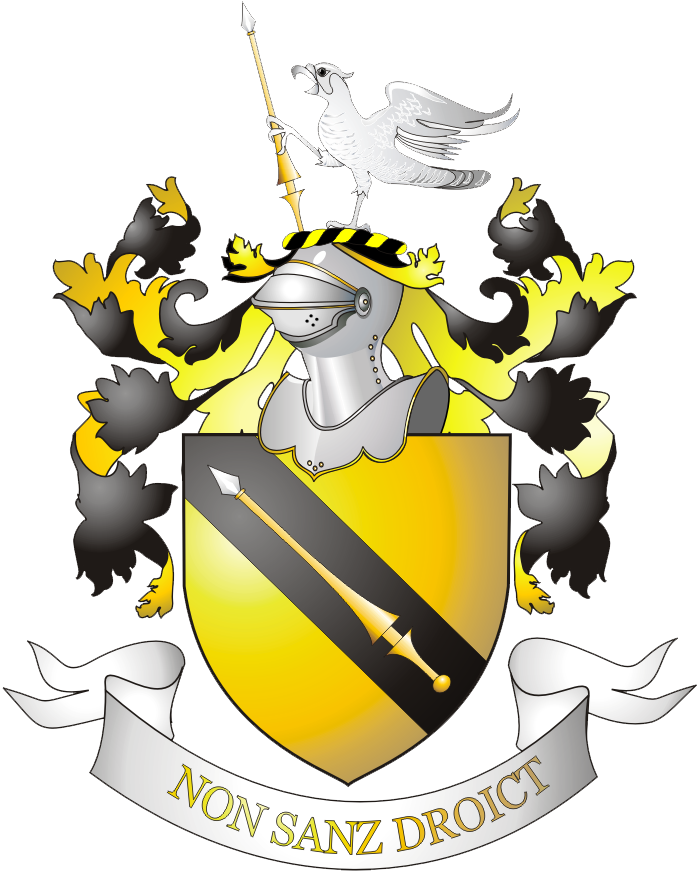
Герб з девізом роду Шекспірів Non Sanz Droict — «Не без права»

- Генрі Персі, граф Нортумберленд, його брат.
- Генрі Персі, на прізвисько Готспер, його син.
- Едмунд Мортімер, граф Марчський.
- Річард Скруп, архієпископ Йоркський.
- Арчибальд, граф Дуглас.
- Овен Глендаур.
- Сер Річард Вернон.
- Сер Джон Фальстаф.
- Сер Майкл, друг архієпископа Йоркського.
- Пойнс.
- Гедсхіль.
- Пето.
- Бардольф.
- Франсіс.
- Леді Персі, дружина Готспера і сестра Мортімера.
- Леді Мортімер, дружина Мортімера й дочка Глендаура.
- Містріс Квіклі, трактирниця в Істчипі.

Лорди, офіцери, шериф, буфетник, трактирні слуги, коридорні, два візники, переїжджі та свита.

## Головні герої
- Король Генріх IV
- Генріх, принц Уельський
- Сер Джон Фальстаф
- Готспер

## Місце дії
Дія відбувається в Англії на початку XV століттяа.

## Сюжет
Король Генріх IV хоче організувати хрестовий похід до Палестини. Але нескінченні війни й заворушення в Англії заважають цьому плану короля. Сер Волтер Блент і граф Вестморленд приносять погані звістки про битви. Вони повідомляють, що граф Марчський, Едмунд Мортимер (той, кого Річард II незадовго до смерті призначив своїм спадкоємцем), потрапив у полон до очільника уельського повстання Оуена Глендаура. Однак невдовзі повертаються з війни граф Вустер, граф Нортумберленд і його син Готспер, переможець шотландців, яких очолював Арчибальд Дуглас. Готспер згоден передати королю полонених, захоплених у битві, в обмін на обіцянку короля викупити полоненого Мортімера. Король відмовляється викупати Мортімера, якого вважає зрадником, підозрюючи, що той навмисне здався у полон Глендауру, оскільки одружений з його дочкою. Відмова Готспера віддати полонених ображає короля. Зі свого боку Готспер зачаїв образу. Він стає головою змови баронів, невдоволених правлінням Генріха IV. До них приєднуються Глендаур, Мортімер та Арчибальд Дуглас.
Генріх, принц Уельський, проводить час у розвагах з компанією п'яничок. Принц разом із хитруном Пойнсом розігрують гультяїв на чолі з Фальстафом, що пограбували двох торгівців. Генріх і Пойнс під виглядом розбійників, не зустрівши опору у Фальстафа й компанії, забирають у них здобич.
Принц і Пойнс святкують перемогу в одному з трактирів в Істчипі. З'являється Фальстаф, який розповідає свою версію події: він хоробро бився із силами супротивника, що переважали. Фальстаф дорікає принцу в тому, що той не допоміг йому, а коли з'ясовується правда про його боягузливу поведінку, сміється, анітрохи не засмучуючись. З'являється посланець із повідомленням, що король Генріх кличе принца до палацу.
Тим часом Готспер та його прибічники збирають величезне військо, щоб почати заколот і знищити короля.
Коли принц Генріх зустрічається зі своїм батьком, король дорікає йому за спосіб життя, що не личить принцу. Принц обіцяє батькові, що буде поводитись як личить сину короля та майбутньому королю Англії. Після цього, коли посланці повідомляють, що вороги готують заколот та війська вже на полі, король Генріх збирає усі війська прибічників та вирушає до поля бою.
Обидві сторони готуються. Граф Вернон веде перемовини з королем. Король каже Вернону, що він може повідомити своїм прибічникам, що він може їх пробачити, якщо вони припинять бунт. Але Вернон не повідомляє Готсперу про це. Починається бій. У битві бере участь і сер Джон Фальстаф, але увесь час переховується. Він навіть якось б'ється з Дугласом, але прикидається мертвим, щоб залишитись в живих.
В бою убивають сера Волтера Блента, прибічника короля. Готспер б'ється з принцом Генріхом, який убиває Готспера. А потім у полон потрапляють графи Вустер і Вернон, яких король відправляє на страту. Дуглас також потрапляє у полон, але принц дає йому свободу. Так вони перемагають заколотників. В кінці король зі своїми прибічниками уходить з поля бою, щоб зайнятись архієпископом Йоркським, який готує новий бунт з Нортумберлендом й новими ворогами.

## Співвідношення історичних осіб та персонажей Шекспіра
- Король Генріх IV (1367–1413). Він був двоюрідним братом короля Ричарда II (з роду Плантагенетів), якого скинув з престолу 1399 року й наказав убити, після чого сам вінчався на царство. У часопису Шекспіра король Генріх виглядає набагато старшим за свій вік. Реально ж він помер на сорок сьомому році життя.
- Генріх, принц Уельський (1387–1422) майбутній король Генріх V. Відповідно до переказу Шекспір зобразив принца як гультяя, що проводить час у сумнівній компанії, натомість він активно брав участь у державних справах при батькові.
- Генріх Персі на прізвисько Готспер (1364–1403). «Готспер» значить «гаряча шпора», натяк на гарячий, палкий характер Генріха Перси. У Шекспіра Готспер ровесник принца Уельського, насправді у рік смерті йому було сорок років.
- В образі Едмунда Мортімера Шекспір, наслідуючи Холіншеду, об'єднав двох нащадків Лайонела, сина Едуарда III: Едмунда Мортімера, 3-го графа Марч, зятя Глендаура, та Едмунда Мортімера, 5-го графа Марч.
- Містріс Квіклі: це прізвище утворено Шекспіром від слова «Quick» — швидкий, проворний.

## Українськомовні переклади
Станом на 2021 рік існує три повні українськомовні переклади шекспірівської п'єси Генріх IV, частина 1:
- Вільям Шекспір (1961). Король Генрі IV (обидві частини). Переклад з англ.: Тодось Осьмачка; ред. й передслово: Ігор Костецький // Вільям Шекспір. Трагедія Макбета. Король Генрі IV. Переклад з англ.: Тодось Осьмачка. Мюнхен: На горі. 448 стор.: 159—445 (Серія «Світовий театр»)[5]
- Вільям Шекспір (1985). Генріх IV (обидві частини). Переклад з англійської: Дмитро Паламарчук // Вільям Шекспір. Твори в шести томах: Том 3. Київ: Дніпро. 574 стор.: С. 162—348.[6]
  - (передрук) Вільям Шекспір (1985). Генріх IV (обидві частини). Переклад з англійської: Дмитро Паламарчук // Вільям Шекспір. Історичні хроніки. Переклад з англ.: Дмитро Паламарчук та інші. Харків: Фоліо, 2004. 512 стор.: ?-?. ISBN 966-03-2244-5 (Бібліотека світової літератури)
- Вільям Шекспір (2008). Генріх IV (обидві частини). Переклад з англійської: Олександр Грязнов // Вільям Шекспір. Трагедії та хроніки, Кн. 2. Київ: Задруга. 308 стор.: С. 126—308. ISBN 978-966-432-045-7[7]